# Fourvière (station)
Fouvière is de naam van het bergstation op de kabelspoorweg van Fourvière (F2) in de Franse stad Lyon. Dit station bij de top van de heuvel Fourvière in het 5e arrondissement ligt onder de Place de Fourvière aan de basiliek Notre-Dame de Fourvière. Andere bezienswaardigheden in de directe omgeving van het station zijn de metalen toren van Fourvière en het Parc des Hauteurs. Met de kabelspoorweg kan men afdalen naar het multimodale dalstation Vieux Lyon - Cathédrale Saint-Jean, gelegen in de wijk Vieux Lyon bij de Cathédrale Saint-Jean.
Het station Fouvière werd in gebruik genomen in 1900, toen de F2-lijn werd geopend. Het bestaat uit een enkel spoor geflankeerd door twee perrons, één voor instappende passagiers en één voor uitstappende passagiers. In het station is tegenwoordig geen personeel aanwezig, er zijn ticketautomaten en, sinds 2005, toegangspoorten met ticketvalidatie. De toegang tot de perronzone is op het plein met trappen. In 2001 werd het station uitgerust met een lift voor mensen met beperkte mobiliteit die ook toegang geeft via een ander gebouwtje tot het plein.

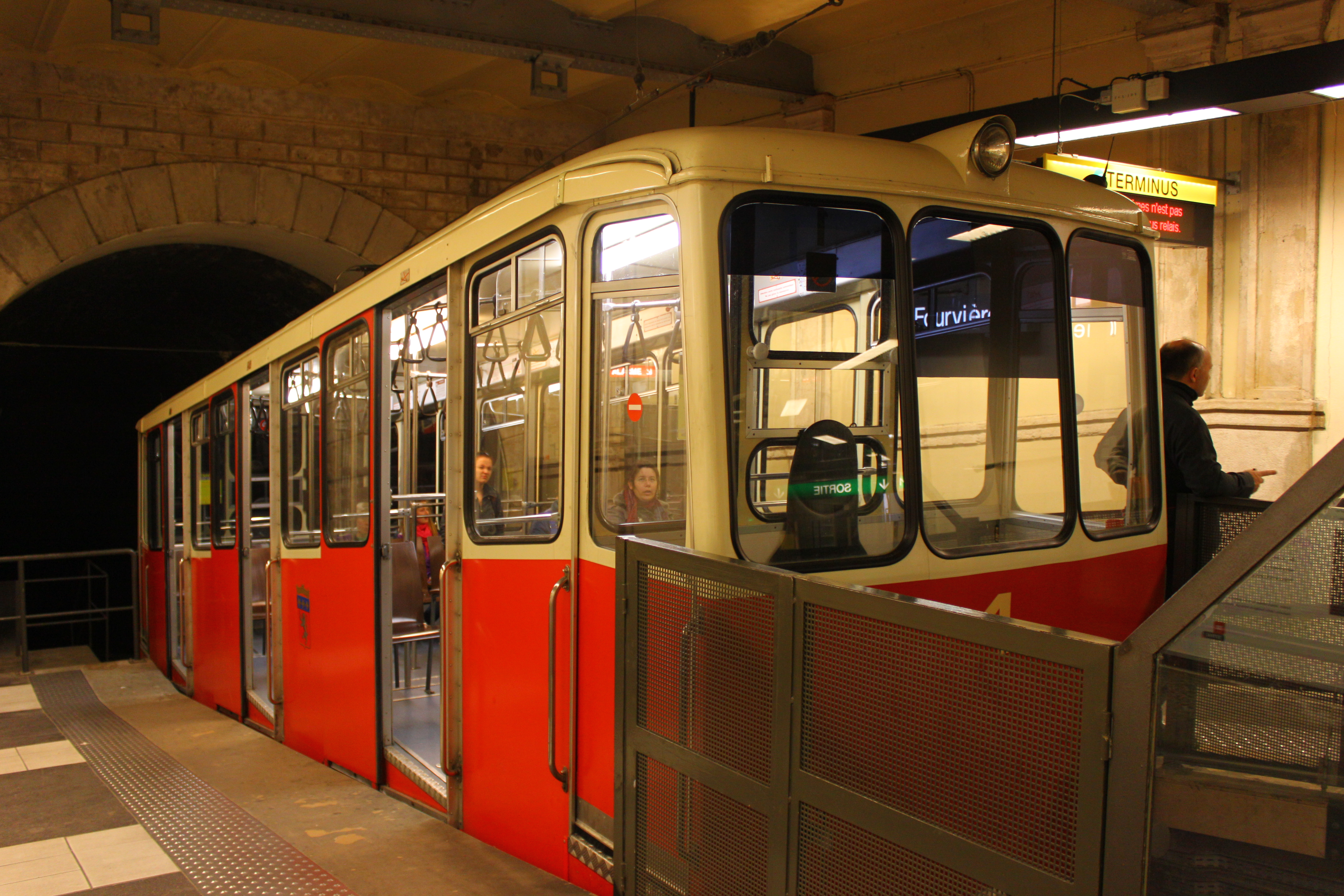
Wagon van de funiculaire
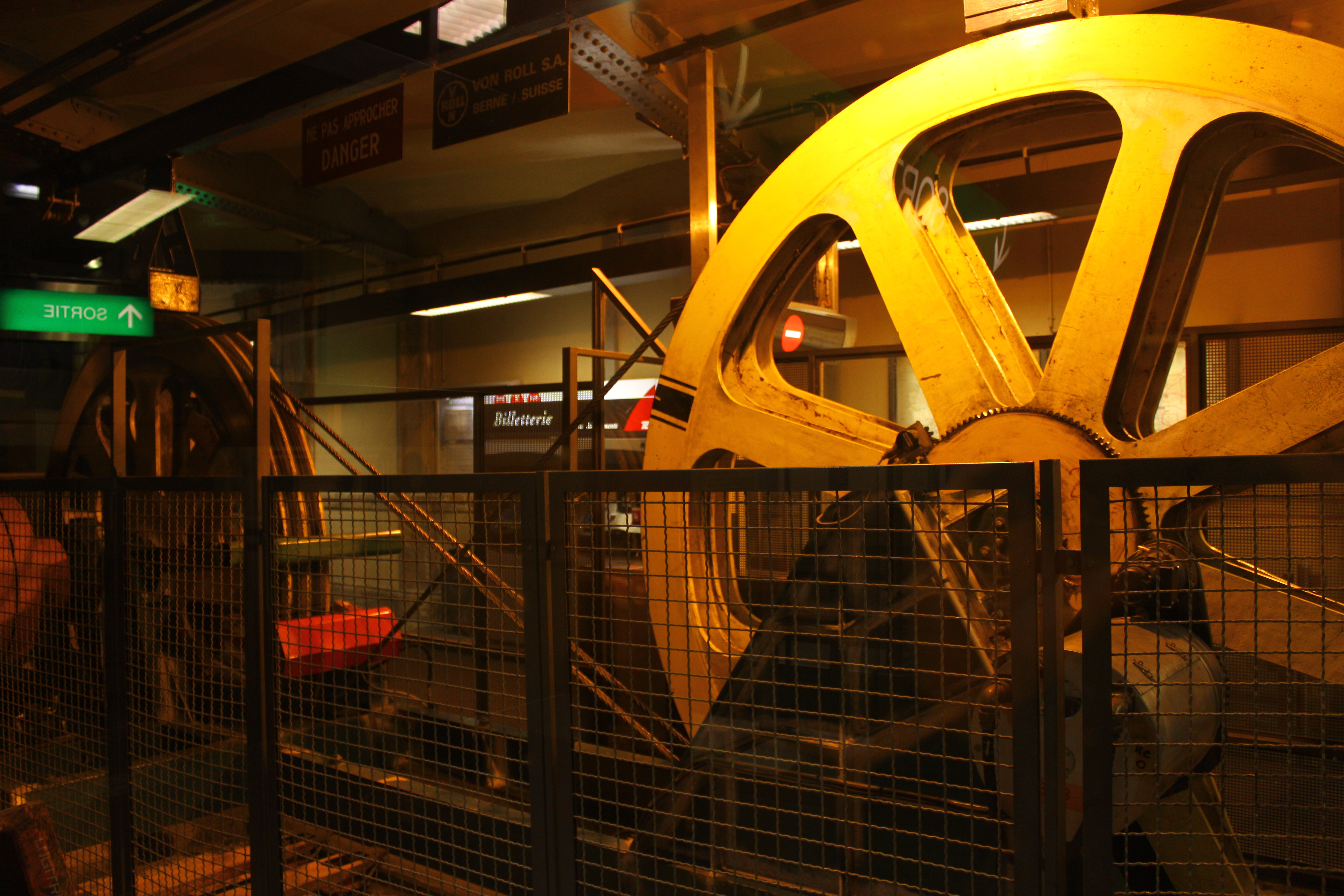
Beide kabelwielen zichtbaar in het station
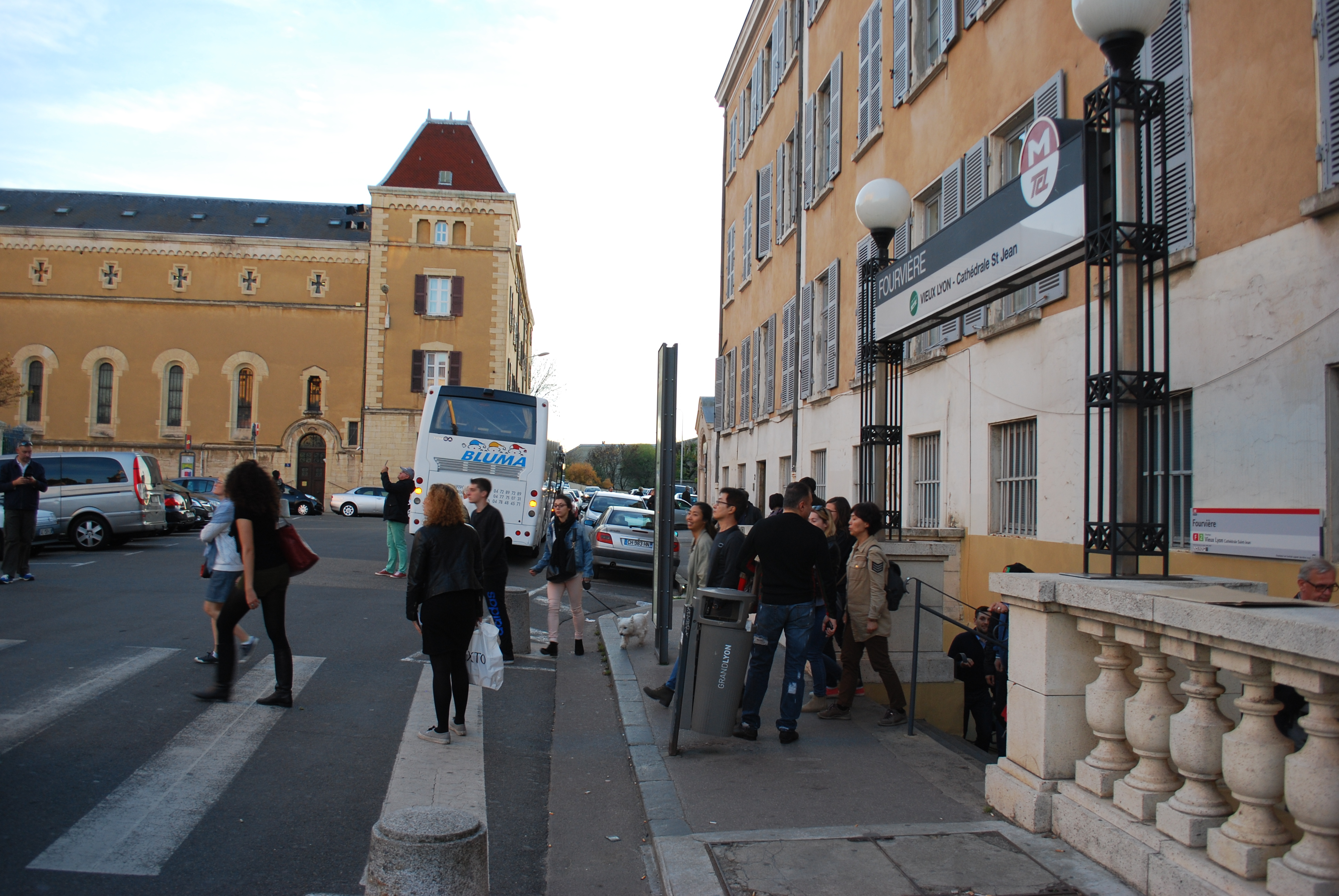
Trappen die toegang geven tot het station aan een gevel op de Place de Fourvière